# Sweet Valerian
A Sweet Valerian (スウィート・ヴァレリアン; Szuíto Varerian; Hepburn: Suīto Varerian) japán manga- és animesorozat.
Főszereplője három fiatal lány Kanoko, Kate, és Pop, akik Asialand városában élnek.  Robogóra akarnak jogosítványt szerezni, de mivel felkeltik az Élő Rejtély, vagyis „Ear Hermit” figyelmét gépjárművezetői engedély helyett fejenként egy-egy „Valérian meghatalmazást” kapnak. Ennek segítségével képesek nyuszi-szerű lényekké átalakulni. Ebben a formájukban Szerotonin, Dopamin és Valérian néven lesznek ismertek. A hősnőket egy „Panda-bu” pandaanyuka segíti, aki egyedül neveli kölykeit. 
A „Sweet Valerian” csapat együtt száll szembe a gonosz Stressz Csapattal (Stress Team), akik kihasználják az emberekben felgyülemlett feszültséget és szörnyekké változtatják őket.
A történetben rendszerint olyan jó tanácsok hangzanak el, mint válogassuk szét a szemetet, vagy ha vécére megyünk ne tegyük a mobiltelefonunkat a farzsebünkbe.
A sorozat célcsoportja a nagyon fiatal gyermekek.

## Szereplők
Kanoko
Édesapja egy nagyvállalat menedzsere volt, jelenleg feltalálóként dolgozik. A szőke Kanokonak kevés pénze van ráadásul folyton új munkahelyet kényszerül keresni, mert a szörnyekkel való csatározásokból kifolyólag sokat hiányzik és állandóan kirúgják. Mint Valerian fehér nyuszivá változik, annak a virágdíszes karkötőnek a segítségével, ami a bal karján látható.
A csapat vezetőjeként rendszerint megpróbálja békés úton rendezni a konfliktusokat, de beszéde általában eredménytelen marad.
Pop
A Leek Cartridge című videójátékokkal foglalkozó vállalat menedzsere. Ő lesz átalakulása után a szürke nyuszi, vagyis Seratonin. Pop kreol bőrű, mindig sapkát visel.
Kate
A fekete hajú Kate egy modell és mozisztár, akinek csillaga épp felfelé ível. Nagyon elfoglalt munkáival és általában monoton tónusban beszél. Alakváltását követően belőle lesz a sárga nyuszi: Dopamin. Átalakulásához a fülbevalóját és egy púderkompaktot használ. Kate érdeklődik az okkultizmus iránt és van egy saját kristálygömbje is.